# فالکناو
فالکناو (به آلمانی: Falkenau) یک منطقهٔ مسکونی در آلمان است که در فلوها واقع شده‌است. فالکناو ۲٬۰۴۰ نفر جمعیت دارد.